# Lohse (cratera marciana)
Lohse é uma cratera de impacto no quadrângulo de Argyre, em Marte. Ela se localiza a 43.7º latitude sul e 16.8º longitude oeste, possui 155.5 km de diâmetro e recebeu este nome em honra a Oswald Lohse, um astrônomo alemão. Esta cratera se encontra bastante erodida, uma área elevada apresenta ravinas.